# Mauro La Torre
Mauro La Torre (ur. 11 listopada 1946 w Rzymie, zm. 26 marca 2010 tamże) – włoski esperantysta, były prezes Międzynarodowej Ligi Nauczycieli Esperantystów (ILEI).

## Życiorys
Doktorat z lingwistyki matematycznej zrobił na rzymskiej Sapienzie. Był profesorem i wykładowcą pedagogiki eksperymentalnej na Trzecim Uniwersytecie Rzymskim.
Autor wielu książek i artykułów, między innymi na temat nauki esperanta. Interesował się przede wszystkim jego terminologią w zakresie matematyki i informatyki. Za projekt Interkulturo, który rozpoczął jako prezes ILEI, został uhonorowany tytułem Esperantysta Roku 2000.
Członek Międzynarodowej Akademii Nauk w San Marino i – od 2007 – Akademio de Esperanto.